# 澳蛇蜥属
澳蛇蜥属（学名：Lialis）为鳞脚蜥科的一个属。

## 下属物种
本属包括以下物种：
- Lialis burtonis Gray, 1835
- Lialis jicari Boulenger, 1903